# Lazarsfeld-paradigma
A Lazarsfeld-paradigma, avagy másik nevén az elaborációs-modell két változó kapcsolatának megállapítására, megértésére szolgál.

## Módszer
A módszer lényege az, hogy a kétváltozós elemzés kontingenciatábláit további változók bevonásával próbáljuk további parciális kapcsolatokra bontani, így értelmezni, mélyebben megérteni, vagy egyáltalában igazolni feltételezéseink, állításaink helyességét. A modell alkalmazása során gyakran statisztikai regressziószámítást vesznek alapul, ezzel is próbálva igazolni a feltételezett trendeket és az eredeti függő és független változók közötti kapcsolat szorosságát.

## Alkalmazás
A módszer alkalmazása a következőképpen történik. Először is a lekérdezésből, vagy a felállított kontroll- és kísérleti csoportokból vett minta alapján felállítjuk hipotézisünket, illetőleg megalkotunk egy kétváltozós kontingenciatáblát. Másodszor definiáljuk a kontroll (vagy ellenőrző) változóinkat, majd ezek mentén a fentebb említett főmintát almintákra osztjuk. Mindezek után parciális táblázatokat írunk fel (az eredeti és a kontrollváltozók közötti kapcsolatot parciális kapcsolatnak nevezzük). Végül pedig összehasonlítjuk a parciális kapcsolatokat az eredeti mintában talált nulladrendű, tehát az eredeti változók közötti kapcsolatokkal, így képesek leszünk következtetéseket levonni eredeti hipotézisünk helyességéről.
Az eredeti, függő és független változók. Természetesen legtöbbször a minta kontextusa és az elemzés tárgya határozza meg egy változóról, hogy vajon független-e vagy függő, de mint azt a nevek is tükrözik, alapvetően arról van szó, hogy a függő változó mibenléte függ a függetlenétől.

## Kontrollváltozók
Az elaborációs modell megértéséhez tisztáznunk kell a kontrollváltozók mibenlétét. Természetesen szinte korlátlan szabadsággal rendelkezünk az ellenőrző változók meg-, kiválasztásában, ám ha ez megtörtént, meg kell állapítanunk, hogy vajon az újólag bevezetett kontrollváltozó időben megelőzi-e (előzmény típusú) a két eredeti (függő és független) változót, avagy a kettő közé ékelődik (közbejövő típusú).
A kontrollváltozók időbeni tagolásával, ha továbblépünk, kaphatjuk meg a Lazarsfeld – paradigma alap kereszttábláját, mégpedig úgy, hogy az ellenőrző változók bevezetésével nyert parciális kapcsolatokat is górcső alá vesszük. Előfordulhat ugyanis, hogy az újólag előállt parciális kapcsolatok megegyeznek a nulladrendű kapcsolatokkal, tehát igazolják azt (mindkét idősíkú kontrollváltozó esetében replikációt eredményezve). Másfelől éppenséggel az eredeti kapcsolatnál jóval gyengébb összefüggést mutathatnak, illetőleg akár azt is kaphatjuk, hogy nincs is valójában kapcsolat (ez az előzmény és a közbejövő típus esetén rendre explanáció, valamint interpretáció). Végül megosztott parciális kapcsolatok is előállhatnak (specifikáció), mikor is az egyik gyengébb, míg a másik erősebb a nulladrendű kapcsolatoknál.
Összegezve és tagolva a fentieket, a négy lehetséges parciális kapcsolatról bővebben:
Replikációnak vagy megismétlődésnek nevezzük azt a helyzetet, amikor a parciális kapcsolatok lényegében megegyeznek az eredeti kapcsolatokkal, vagy még annál is szorosabb összefüggést mutatnak, így tovább erősítik eredeti hipotézisünket, alátámasztják állításunkat, mintegy replikálják, újra leképezik azt.
Explanációnak vagy másképpen magyarázatnak az olyan (mint utólag kiderül) látszólagos kapcsolatok leírására használt parciális kapcsolatokat nevezzük, mely az ellenőrző változó segítségével megmagyarázza a hipotézisünket, vagyis inkább helyesbíti azt. Az ellenőrző változónak ilyetén esetben, időben meg kell előznie a függő és a független változót, valamint a parciális kapcsolatok pedig nulla értékűek, kell legyenek, de legalábbis az eredetinél jóval gyengébb összefüggést kell mutatniuk.
Interpretációnak, illetőleg értelmezésnek az olyan elemzést nevezzük, amikor feltételezzük, hogy a kontrollváltozó közvetítő tényező, a független változó rajta keresztül fejt ki hatást a függő változóra. Természetesen ez esetben is a parciális kapcsolatok az eredeti hipotézis nulladrendű kapcsolatainál jóval gyengébbek.
Specifikációnak, avagy pontosításnak egymástól erősen eltérő parciális összefüggéseket nevezünk. Példának okáért, ha az egyik parciális kapcsolat megegyezik az eredeti kapcsolattal, míg a másik attól teljesen eltér. Ez az eset a kontrollváltozó idősíkjától független, azonban az eredeti hipotézisünket ugyan nem is cáfolja, de nem is erősíti, így újabb vizsgálódásokat (és változók bevezetését) indukál.
Summa summarum; a Lazarsfeld – paradigma segítségével a kutató kizárhat bizonyos lehetőségeket, elképzeléseket vagy megerősíthet más lehetőségek mellett szóló érveléseket, bizonyítani, azonban semmit sem bizonyíthat vele, hiszen semmi sem biztosítja, hogy a két kiinduló változó között valóban van (vagy éppen nincs) kapcsolat, továbbá, mivel nem ad irányelvet (és nem is tud!) a kontrollváltozók megválasztására, így az teljesen a kutató szubjektumán múlik. Márpedig, ha nem jó kérdéseket teszünk fel, nem is kaphatunk jó válaszokat.
Az alapparadigma természetesen feltételezi, hogy van összefüggés (akár pozitív, akár negatív) a két kiinduló változó között. Előfordulhat azonban, hogy az egyik nulladrendű változónak, úgynevezett elfedő változót választunk, mely nem ad betekintést az állítás hátterébe, s azt eredményezheti, hogy nem találunk összefüggést. Ekkor, azonban ha bevezetjük a megfelelő kontrollváltozót, szembesülhetünk a minta vagy állítás valódi viselkedésével, s olybá tűnhet, ha a kontrollváltozót alkalmaztuk volna az eredeti, elfedő változó helyett, és fordítva, akkor az elfedő változó, kontrollváltozóként már specifikációt eredményezett volna.
Természetesen meg kell jegyeznünk azt, hogy a paradigma felhasználása a végletekig önkényes, hiszen a változók kiválasztásának szabadságáról már beszéltünk, de ehhez még azt is hozzá kell tennünk, hogy magunk döntjük el mi minősül szoros vagy gyenge, illetőleg szignifikánsan gyengébb parciális kapcsolatnak, s a következtetéseinket is erre alapozzuk.
Rosenberg említést tesz a paradigma egy másik dimenziójáról is, mégpedig azt, hogy nem foglalkozik az eredetinél szignifikánsan erősebb parciális kapcsolatokkal, aminek kapcsán ő, az ezen esethez kapcsolódó nulladrendű változót torzító változónak nevezi
Végezetül pedig pár szó az ex post facto (vagyis a tények utáni) hipotézis-készítésről, ami a legtöbb esetben hibás gondolatmenetet eredményez. Ez esetben arról van szó, hogy a hipotézist már ismert tények magyarázására, a köztük fennálló (többnyire vélelmezett) összefüggés demonstrálására készítjük.